# (1030) Vitja
(1030) Vitja ist ein Asteroid des Hauptgürtels, der am 25. Mai 1924 vom russischen Astronomen Wladimir Alexandrowitsch Albizki am Krim-Observatorium in Simejis entdeckt wurde.
Benannt ist der Asteroid nach Viktor Zaslawski, einem russischen Kriegshelden des Zweiten Weltkriegs.
Die Umlaufbahn hat eine Große Halbachse von 3,1211 Astronomische Einheiten und eine Bahnexzentrizität von 0,1189. Damit bewegt er sich in einem Abstand von 2,7499 (Perihel) bis 3,4923 (Aphel) astronomischen Einheiten in 5,514 Jahre um die Sonne. Die Bahn ist 14,785° gegen die Ekliptik geneigt.
Der Asteroid hat einen Durchmesser von 64,12 km und eine Albedo von 0,033.